# いちまつ
いちまつは、日本の漫画家。主に成人向け漫画を執筆する。

## 作品リスト

### 単行本
1. 『ちちまつり』[1] 2014年1月31日発売[2]、ワニマガジン社〈ワニマガジンコミックススペシャル〉、ISBN 978-4-86269-289-4
2. 『オンナノスキマ』[3] 2015年9月18日発売[4]、ワニマガジン社〈ワニマガジンコミックススペシャル〉、ISBN 978-4-86269-388-4
3. 『背徳へようこそ。』[5] 2017年7月20日発売[6]、ワニマガジン社〈ワニマガジンコミックススペシャル〉、ISBN 978-4-86269-501-7
4. 『悦楽クリームパイ』 2019年7月31日発売[7]、ワニマガジン社〈ワニマガジンコミックススペシャル〉、ISBN 978-4-86269-651-9
  - 私…変われるかな…？ （COMIC快楽天 2019年2月号）
  - あまやかシスターズ （COMIC快楽天 2017年12月号）
  - よるねるおともだち （COMIC快楽天 2018年9月号）
  - おっぱいシェアリング （COMIC快楽天 2019年1月号）
  - 告白 （COMIC快楽天 2019年4月号）
  - 漫研のおっぱいさん （COMIC快楽天 2017年9月号）
  - ちいさなむなさわぎ （COMIC快楽天 2018年11月号）
  - この胸にいつまでも （COMIC快楽天 2019年7月号）
  - 蠱惑の網 （COMIC快楽天 2018年4月号）